# Carpetbagger

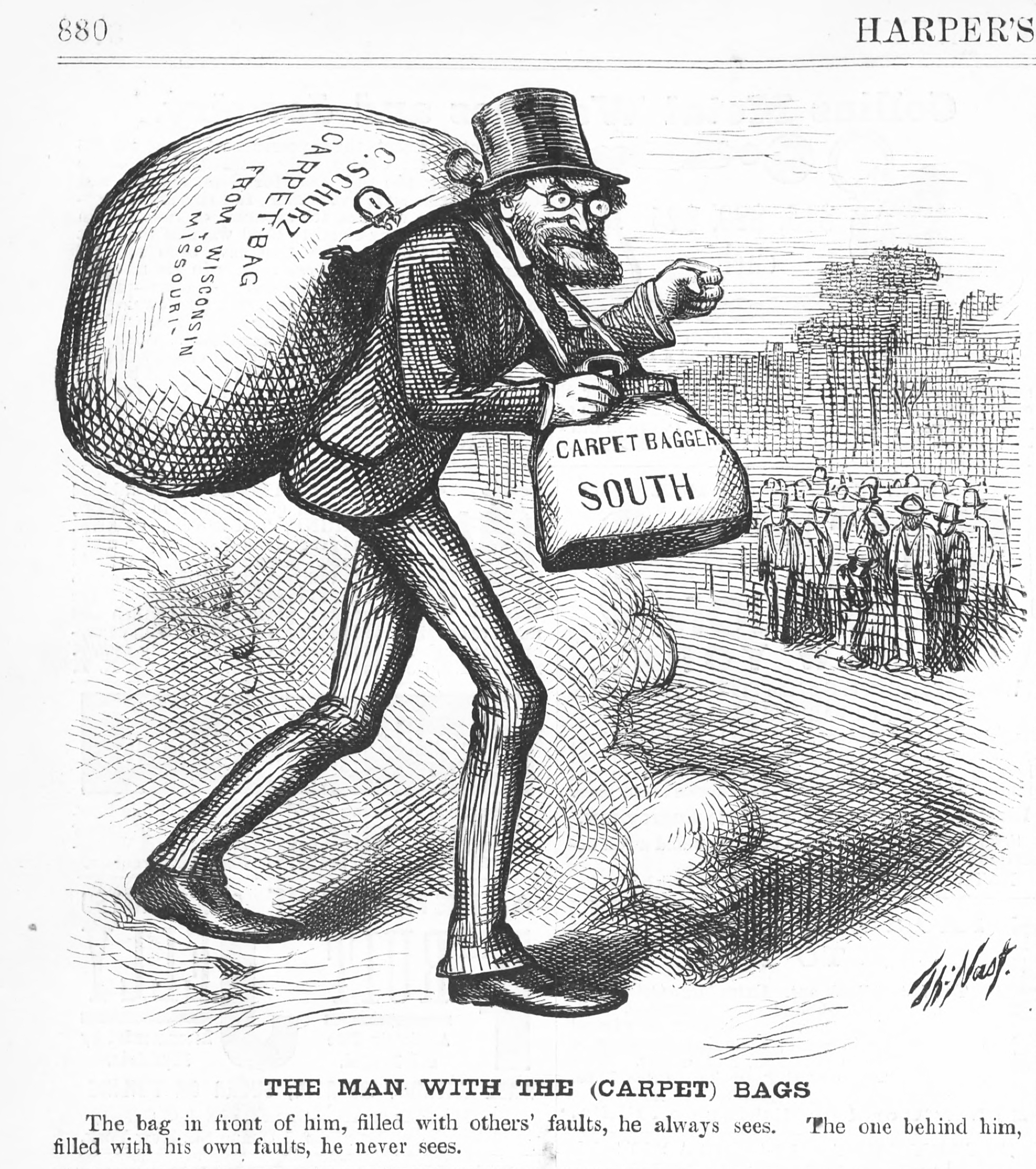
Caricatura di un carpetbagger del 1872.

Storicamente, negli Stati Uniti, carpetbagger era il soprannome che gli abitanti degli Stati del Sud davano agli abitanti del Nord che si trasferirono al Sud durante l'era della Ricostruzione, tra il 1865 e il 1877. I carpetbagger erano politicamente alleati con i freedmen (gli schiavi liberati) e gli scalawag (bianchi del Sud che appoggiavano la Ricostruzione) all'interno del Partito Repubblicano. Insieme furono al governo negli ex Stati confederati a più riprese tra il 1867 e il 1877.
Il termine carpetbagger deriva dal fatto che frequentemente i politici repubblicani del Nord che si spostavano a Sud arrivavano portando come bagaglio una carpet bag da viaggio (una borsa o valigia fatta di una stoffa simile a quella dei tappeti, spesso con decorazioni orientaleggianti, in voga all'epoca). La gente del Sud li considerava pronti a saccheggiare e depredare il loro paese sconfitto in guerra. Nonostante il termine nel linguaggio comune sia tuttora usato alla stregua di un insulto, negli studi e nelle analisi storiche viene invece usato senza alcun intento denigratorio.

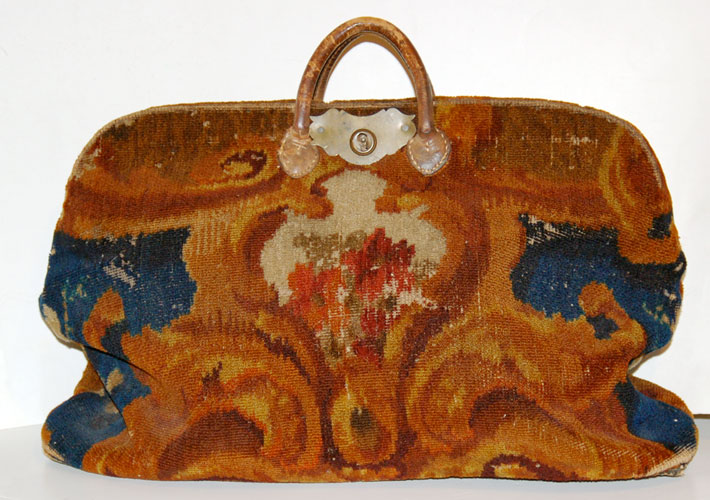
Modello di carpet bag statunitense, 1860 circa.

In tempi recenti negli Stati Uniti il termine è stato talvolta usato, in senso ironico, per riferirsi a politici che si candidano a cariche pubbliche in zone delle quali non sono originari o dove hanno vissuto per poco tempo. Nel Regno Unito il termine viene invece usato per riferirsi a persone che aderiscono ad associazioni e cooperative con l'intento di trasformarle in società a scopo di lucro e ottenere poi un guadagno personale.

## Premesse

### I propositi di riforma
A partire dal 1862, migliaia di abolizionisti del Nord e di altri riformatori si trasferirono in zone del Sud, dove la secessione degli Stati confederati era fallita. Giunsero molti insegnanti e religiosi in missione, alcuni dei quali finanziati da chiese del Nord. Molti di essi intendevano continuare la loro lotta in favore dell'uguaglianza razziale; spesso diventarono collaboratori del Freedmen's Bureau federale, che cominciò ad operare nel 1865 per aiutare gli schiavi liberati e i profughi bianchi. Il Bureau fondò scuole pubbliche in zone rurali del Sud dove non esistevano in precedenza. Altri cittadini del Nord che si trasferirono al Sud lavorarono alla costruzione di ferrovie dove tali infrastrutture mancavano.
Anche centinaia di donne bianche si trasferirono al Sud, molte per fare da insegnanti ai bambini afroamericani da poco liberi. Durante il periodo in cui le famiglie afroamericane erano state schiave, la maggior parte degli Stati del Sud avevano proibito che ai bambini venisse insegnato a leggere e a scrivere o che in genere frequentassero la scuola.
Tuttavia, anche se molte persone del Nord andarono a Sud con l'intento di riformare il paese dopo la guerra civile, non tutti erano spinti da simili propositi.

### Motivazioni economiche
Diversi carpetbagger erano uomini d'affari che acquistavano o affittavano piantagioni, diventando ricchi proprietari terrieri e assumendo gli ex-schiavi come lavoratori. Molti di essi erano ex soldati unionisti che volevano investire i propri risparmi in quella nuova promettente "frontiera", oppure civili attirati a Sud dai resoconti della stampa che parlavano delle "favolose somme che si possono fare al Sud coltivando il cotone". Gli investitori venivano accolti calorosamente. Lo storico Eric Foner osserva che "oltre alla ricerca di un profitto, questa gente aveva anche uno spirito riformatore e si vedevano come agenti della riconciliazione tra gruppi e della 'rinascita economica' del Sud". Abituati a considerare la gente del Sud - sia bianchi che neri - come privi di spirito di iniziativa e di autodisciplina, credevano che solo "il capitale e l'energia del Nord" potessero portare "il dono di un'organizzazione del sistema del lavoro libera nella regione".
I carpetbagger erano prevalentemente persone istruite e provenienti dalla classe media. Alcuni erano stati avvocati, uomini d'affari, editori di giornali e avevano ricoperto posizioni di spicco nelle comunità del Nord. La maggioranza (tra cui cinquantadue dei sessanta che furono eletti al Congresso nel periodo della Ricostruzione) erano veterani dell'esercito dell'Unione.
I carpetbagger neri più eminenti credevano allo stesso modo nei valori del capitale e del lavoro e pensavano che gli ex-schiavi meritassero più di una giusta possibilità nella gara della vita.
Molti repubblicani sia del Nord che del Sud condividevano l'obiettivo di una modernizzazione e uno sviluppo dell'economia e della società del Sud, che avrebbe sostituito l'inefficiente sistema delle piantagioni con ferrovie, industrie e un migliore sistema di coltivazione. Furono molto attivi nel sostegno alla scuola pubblica e fondarono numerosi college e università. I cittadini del Nord ebbero particolare successo nel prendere il controllo delle ferrovie del Sud, favoriti anche dai parlamenti locali. Nel 1870 persone originarie del Nord controllavano il 21% delle ferrovie del Sud (in chilometraggio); sempre dal Nord proveniva il 19% dei dirigenti. Nel 1890 controllavano l'88% delle ferrovie (in chilometraggio) e la percentuale di dirigenti provenienti dal Nord era salita al 47%.

### Interesse privato e intenti speculativi
Tra i carpetbagger erano comunque presenti anche alcuni avventurieri che speravano di riuscire ad ottenere profitto dalla situazione usando metodi piuttosto discutibili.

## Esempi dicarpetbaggerdi spicco negli stati del Sud

### Mississippi
Il generale unionista Adelbert Ames, originario del Massachusetts, fu nominato sovrintendente militare ed in seguito eletto governatore del Mississippi per il Partito Repubblicano durante la Ricostruzione. Ames tentò, senza riuscirvi, di assicurare l'eguaglianza di diritti ai neri che vivevano nello Stato. Le sue battaglie politiche con gli abitanti del Sud e gli afroamericani finirono per spaccare il suo stesso partito.
L'assemblea costituente multirazziale (soprannominata Black & Tan) del Mississippi del 1868 comprendeva 29 cittadini del Sud, 17 schiavi liberati e 24 non originari del Sud, quasi tutti veterani dell'esercito dell'Unione. Tra questi c'erano anche quattro uomini che avevano vissuto al Sud prima della guerra, due dei quali avevano prestato servizio nell'esercito confederato. Si distinguevano il generale Beroth B. Eggleston, originario di New York, che si era arruolato come soldato semplice in un reggimento dell'Ohio; il colonnello A. T. Morgan, del secondo reggimento volontari del Wisconsin; il generale W. S. Barry, ex comandante di un reggimento afroamericano del Kentucky, un generale e avvocato dell'Illinois laureatosi allo Knox College; il maggiore W. H. Gibbs, del 15º fanteria dell'Illinois; il giudice W. B. Cunningham, della Pennsylvania; il capitano E. J. Castello del 7º fanteria del Missouri. Tutte queste persone furono tra i fondatori del partito repubblicano del Mississippi ed ebbero un ruolo determinante nella conduzione politica dello Stato fino al 1875, ma quasi tutti finirono per lasciare il Mississippi tra il 1875 e il 1876 per le pressioni delle organizzazioni paramilitari dei Red Shirts e dei White Liners. Queste, descritte come il braccio armato del partito democratico operavano alla luce del sole per rovesciare il governo dei repubblicani, servendosi di violenze e arrivando all'omicidio per intimidire i repubblicani, allontanarli dalle loro cariche e soffocare il diritto di voto per gli ex-schiavi..
Albert T. Morgan, lo sceriffo repubblicano di Yazoo, salì per un breve periodo all'attenzione delle cronache nazionali quando alcuni rivoltosi democratici bianchi presero con la forza il controllo del paese, costringendolo a fuggire.
Il 6 novembre 1875 Hiram Rhodes Revels, repubblicano del Mississippi e primo afroamericano ad essere eletto senatore degli Stati Uniti, scrisse una lettera al presidente degli Stati Uniti Ulysses S. Grant che fu poi spesso ristampata e citata. Revels attaccava Ames e quelli come lui venuti dal Nord per aver manipolato il voto dei neri per tornaconto personale e per aver volontariamente mantenuto vivo l'odio tra gruppi del tempo di guerra:
(Hiram Rhodes Revels)

### Carolina del Nord
La corruzione era un'accusa usata dai democratici della Carolina del Nord verso i repubblicani, nota lo storico Paul Escott, "in quanto la sua esistenza era davvero evidente". Ad esempio, il generale Milton S. Littlefield, soprannominato il principe dei carpetbagger, si servì di voti comprati per "sostenere progetti ferroviari grandiosi e fraudolenti". Escott conclude che alcuni democratici erano coinvolti, ma i repubblicani "avevano le responsabilità maggiori per l'emissione di 28 milioni di dollari in titoli di Stato per le ferrovie e per la corruzione che ne derivò. La somma, enorme per l'epoca, attirò un grande interesse". Foner sostiene che Littlefield sborsò 200.000 dollari (in tangenti) per assicurarsi il sostegno economico dell'assemblea legislativa per le sue ferrovie e che sia i democratici sia i repubblicani furono complici della manovra. I democratici della Carolina del Nord definirono i membri dell'assemblea di Stato "depravati farabutti, che prendono tangenti ogni giorno".
Gli sperperi e la corruzione fecero aumentare le tasse e i costi dell'amministrazione in uno Stato che aveva sempre preferito avere una spesa ridotta, in un contesto locale in cui la classe dei proprietari di piantagioni spingeva per avere basse tasse, e suppliva alla mancanza di fondi pubblici con denaro privato. Nessuno degli Stati della zona aveva un sistema di scuole pubbliche prima che li istituissero le assemblee legislative del periodo della Ricostruzione, e tutti avevano sistematicamente evitato di investire in infrastrutture come strade e ferrovie. Le piantagioni che si trovavano sulle rive dei fiumi potevano contare sul trasporto fluviale, ma le fattorie più piccole dell'entroterra avevano grossi problemi.
Escott afferma: "Alcune somme finanziarono cause davvero utili - ad esempio l'assemblea del 1869 approvò una legge per la scuola che diede il via alla riorganizzazione e all'espansione delle scuole pubbliche dello Stato - ma troppe finirono impiegate malamente o spese in maniera insensata" per aiutare il governo del partito repubblicano.
Albion W. Tourgée, originario dell'Ohio e amico del presidente degli Stati Uniti James A. Garfield, si trasferì in Carolina del Nord per fare l'avvocato e poi il giudice. Una volta sostenne che "Gesù Cristo era un carpetbagger". In seguito scrisse A Fool's Errand, un romanzo ampiamente autobiografico su un carpetbagger idealista perseguitato dal Ku Klux Klan in Carolina del Nord.

### Carolina del Sud
Il più importante uomo politico carpetbagger in Carolina del Sud fu Daniel Henry Chamberlain, originario del New England, ex ufficiale di un reggimento composto in prevalenza da neri. Prestò servizio come procuratore generale della Carolina del Sud tra il 1868 e il 1872 e fu governatore per il partito repubblicano tra il 1874 e il 1877. Dopo la prima elezione nel 1874, si era ripresentato nel 1876, in un'elezione segnata da enormi frodi elettorali e dalla violenza esercitata contro gli ex schiavi da parte delle Red Shirts democratiche, che riuscirono praticamente ad annullare il voto dei neri in alcune contee a maggioranza afroamericana. Sia Chamberlain sia il suo rivale democratico Wade Hampton III si dichiararono vittoriosi, e per alcuni mesi la situazione rimase confusa. In conseguenza del compromesso del 1877 e al conseguente ritiro delle truppe federali dalla Carolina del Sud,  Chamberlain abbandonò la carica.
Anche Charles Stearns, originario del Massachusetts, scrisse un resoconto delle sue esperienze in Carolina del Sud, The Black Man of the South, and the Rebels: Or, the Characteristics of the Former and the Recent Outrages of the Latter (1873).
Francis L. Cardozo, un religioso nero di New Haven in Connecticut, fu delegato all'assemblea costituente della Carolina del Sud del 1868; in quella sede sostenne che le piantagioni dovevano essere divise in parti e distribuite agli ex schiavi, che volevano la propria terra da coltivare, terra che avevano già pagato con anni di lavoro.

### Louisiana
Henry C. Warmoth fu governatore repubblicano della Louisiana tra il 1868 e il 1874. Da governatore, a Warmoth furono lanciate accuse di corruzione che continuarono a lungo, anche dopo la sua morte. Sostenne il diritto di voto per i neri. Nello stesso tempo usò la propria posizione di governatore per trafficare in titoli di Stato a suo beneficio. La società editrice di quotidiani di sua proprietà ottenne un remunerativo contratto dal governo statale. Warmoth rimase in Louisiana anche dopo la Ricostruzione e morì nel 1931 all'età di 89 anni.

### Alabama

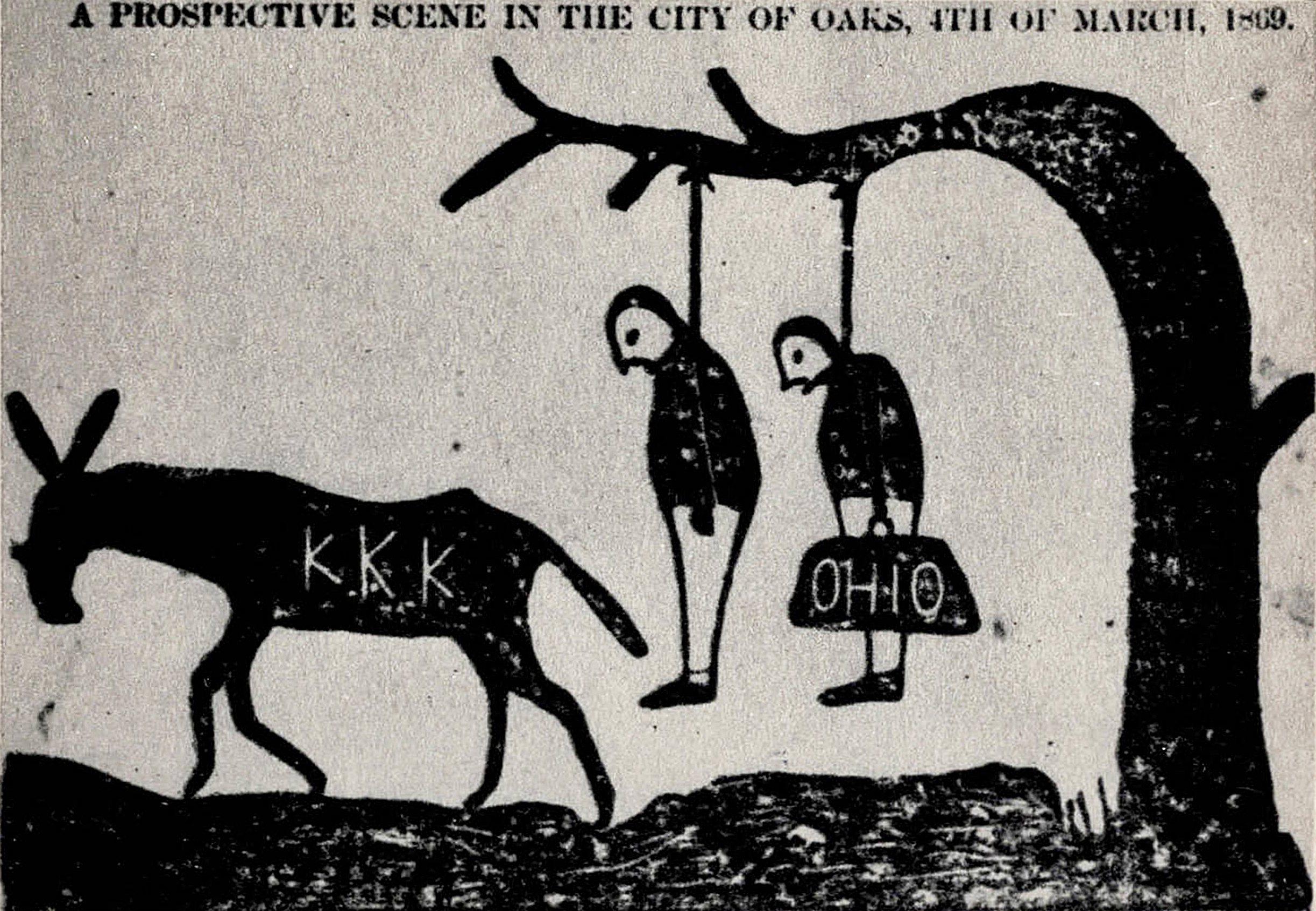
Una vignetta che minaccia che il Ku Klux Klan avrebbe linciato i carpetbagger, tratta dall'Independent Monitor di Tuscaloosa (Alabama), 1868.

George E. Spencer fu un importante senatore degli Stati Uniti. La campagna per la sua rielezione in Alabama del 1872 lo espose ad accuse di tradimento politico dei colleghi; distrazione di fondi federali; appropriazione indebita di fondi pubblici; acquisto di voti; intimidazione degli elettori per mezzo della presenza di truppe federali ai seggi.

### Georgia
Tunis Campbell, un uomo d'affari nero di New York, venne assunto nel 1863 dal segretario alla guerra Edwin M. Stanton per aiutare gli ex schiavi di Port Royal, in Carolina del Sud. Quando la guerra civile finì Campbell venne assegnato alle Sea Islands in Georgia, dove si impegnò in un programma di riforme, apparentemente coronato da successo, in favore degli ex schiavi. Alla fine diventò vicepresidente del Partito repubblicano della Georgia, senatore dello Stato e capo di una milizia afroamericana che sperava di riuscire ad usare contro il Ku Klux Klan.

### Arkansas
William Hines Furbush, nato schiavo in Kentucky nel 1839, studiò in Ohio per poi migrare ad Helena, in Arkansas, nel 1862. Tornato in Ohio nel febbraio 1865 si arruolò nel 42º fanteria, un reparto afroamericano, di Columbus. Dopo la guerra Furbush emigrò in Liberia grazie all'American Colonization Society. Tornò in Ohio dopo diciotto mesi e di nuovo in Arkansas nel 1870. Furbush fu eletto in due occasioni alla Camera dei rappresentanti dell'Arkansas, nel 1873-1874 nella contea di Phillips e nel 1879-1880 nella contea di Lee.
Nel 1873 lo Stato approvò una legge per i diritti civili. Furbush e altri tre esponenti neri, tra cui il principale sostenitore del disegno di legge, il senatore dello Stato Richard A. Dawson, citarono in giudizio un barista di Little Rock per aver rifiutato di servirli. La causa risultò l'unica di questo tipo ad avere successo nel periodo della Ricostruzione proprio grazie alla legge sui diritti civili approvata in precedenza. Durante la prima legislatura Furbush si adoperò per creare una nuova contea, la contea di Lee, formata da porzioni delle contee di Phillips, Crittenden, Monroe e St. Francis.
Terminato il mandato della legislatura del 1873 Furbush fu nominato sceriffo dal governatore repubblicano Elisha Baxter. Vinse le elezioni a sceriffo per altre due volte, mantenendo l'incarico dal 1873 al 1878. Durante il mandato adottò una politica di "fusione" tesa a far condividere il potere tra democratici populisti e repubblicani nel periodo del dopo-Ricostruzione. Eletto in origine tra le file dei repubblicani, Furbush verso la fine del mandato da sceriffo passò tra i democratici. Nel 1878 venne eletto nuovamente al parlamento dell'Arkansas. La sua elezione è degna di nota perché fu eletto, nero, tra i democratici in una tornata elettorale famosa per le intimidazioni da parte dei bianchi nei confronti dei neri e dei repubblicani nell'Arkansas orientale, zona in cui la maggioranza degli abitanti era nera. Furbush fu il primo democratico nero di cui si abbia notizia eletto nell'assemblea dell'Arkansas.
Nel marzo 1879 Furbush lasciò l'Arkansas per trasferirsi in Colorado, dove lavorò come analista di metalli e barbiere. A Bonanza riuscì a sfuggire a un linciaggio dopo aver sparato a un poliziotto uccidendolo. Il successivo processo lo vide assolto dall'accusa di omicidio. Tornò a Little Rock nel 1888 e poi nuovamente in Ohio.
Nel 1889 lui e E. A. Fulton, anch'egli un democratico nero, fondarono il giornale settimanale National Democrat, che puntava ad attrarre elettori neri verso il Partito Democratico. Dopo il fallimento del progetto e l'approvazione nel 1891 da parte dei democratici bianchi di una legge elettorale che toglieva il diritto di voto alla maggior parte dei neri, Furbush lasciò lo Stato. Si spostò in Carolina del Sud e in Georgia, ma presto anche questi stati tolsero il diritto di voto ai neri.
L'ultima tappa di Furbush fu la casa di riposo per ex militari National Home for Disabled Veterans di Marion in Indiana, dove morì e fu sepolto il 3 settembre 1902.

### Texas
I carpetbagger in Texas ebbero un ruolo minore. I repubblicani mantennero il potere dal 1867 al gennaio 1874. Solo un funzionario statale e un giudice della Corte suprema di Stato erano originari del Nord. Dal Nord venivano dal 13% al 21% dei giudici distrettuali, oltre a circa il 10% dei delegati che scrissero la costituzione della Ricostruzione del 1869. Dei 142 uomini eletti nella 12a legislatura solo tra 12 e 29 erano del Nord. A livello di contee, le persone originarie del Nord erano circa il 10% dei funzionari, giudici di contea e sceriffi.
Il newyorkese George T. Ruby venne inviato come agente del Freedmen's Bureau a Galveston, dove finì per stabilirsi. Eletto in seguito senatore del Texas, Ruby svolse un ruolo importante in vari progetti di sviluppo economico e nel tentativo di organizzare i portuali neri nel sindacato Labor Union of Colored Men. Quando la Ricostruzione finì Ruby diventò uno dei capi del movimento degli Exodusters, che incoraggiava i neri del Sud a prendere appezzamenti di terreno in concessione trasferendosi in Kansas per sfuggire alla violenza dei sostenitori della supremazia bianca e all'oppressione della segregazione.

## La posizione della storiografia
Gli storici statunitensi della Dunning School (1900-1950) non vedevano con favore i carpetbagger, sostenendo che avessero contribuito a degradare la cultura politica e commerciale. La scuola revisionista degli anni trenta li definì come marionette che curavano gli interessi economici del Nord. Dopo il 1960, la scuola neoabolizionista iniziò a riabilitarli ponendo l'attenzione sul loro coraggio morale.

## Uso del termine nei tempi moderni

### Stati Uniti
Il termine carpetbagger viene impiegato per descrivere politici che si candidano ad una carica pubblica in un luogo con cui non avevano in precedenza alcun rapporto. Nel 1964 Robert Kennedy si spostò a New York per candidarsi al Senato e si liberò dell'etichetta di carpetbagger grazie al suo umorismo, iniziando un discorso pubblico con la frase "My fellow New Yorkites!" Similmente, nel 2000 molti newyorkesi considerarono una carpetbagger Hillary Rodham Clinton quando si trasferì in città per concorrere per il Senato. Sia Kennedy che la Clinton finirono comunque per essere eletti.
Alcuni texani giudicarono un carpetbagger George W. Bush nella sua fallimentare campagna elettorale per il Congresso del 1978 contro il democratico Kent Hance, dal momento che era nato nel Connecticut ed aveva studiato ad Andover e a Yale; Bush però aveva passato la maggior parte della sua infanzia e della sua vita prima di impegnarsi in politica in Texas. Il problema della sufficiente texanità di Bush saltò nuovamente fuori nella campagna elettorale per la carica di governatore del 1994, che alla fine vinse.
Jeb Bush, fratello di George W. Bush, è stato eletto 43º governatore della Florida; alcuni lo considerano un buon esempio di carpetbagger contemporaneo, anche se si è trasferito in Florida diversi anni prima di iniziarvi la sua carriera politica.
Elizabeth Dole fu accusata da alcuni di essere una carpetbagger quando, nel 2002, si candidò al Senato in Carolina del Nord, seggio lasciato vacante da Jesse Helms. Nonostante la Dole fosse nata in Carolina del Nord se n'era andata da giovane (suo marito è Bob Dole, per molti anni Senatore del Kansas) ed era tornata solo per candidarsi dopo più di quarant'anni; la Dole vinse comunque le elezioni.
Nel 2004 il repubblicano Alan Keyes fu definito carpetbagger quando si trasferì in Illinois solo un mese prima dell'elezione per il Senato, che perse sconfitto da Barack Obama.
Anche John McCain fu accusato di essere un carpetbagger alla sua prima candidatura per il Congresso nel 1982. McCain rispose facendo osservare che, a causa del servizio nell'esercito prima di suo padre e poi suo e del periodo trascorso come prigioniero di guerra, non aveva mai vissuto molto a lungo in alcun luogo.

### Regno Unito
Il termine carpetbagging è stato usato nel Regno Unito verso la fine degli anni novanta durante l'ondata di privatizzazioni (demutualizzazione) delle cooperative edilizie. Serviva ad indicare le persone che si univano alle cooperative con la speranza di ottenere veloci profitti dalla trasformazione delle società.
Nel linguaggio britannico contemporaneo quindi, la parola carpetbagger indica speculatori finanziari itineranti, spesso di modesti mezzi, che scorgono opportunità di investimento e mirano a ottenere vantaggio da circostanze che in condizioni normali non potrebbero sfruttare.